# Valhalla (tegneserie)
 For alternative betydninger, se Valhalla. (Se også artikler, som begynder med Valhalla)
Valhalla er en dansk tegneserie, skabt af tegneren Peter Madsen og forfatterteamet Henning Kure og Hans Rancke-Madsen, med Søren Håkansson som farvelægger. Serien er opkaldt efter Odins bolig Valhal i Asgård fra den nordiske mytologi. I serien genfortælles mange af de gamle gudesagn fra den nordiske mytologi baseret på bl.a. ældre Edda, yngre Edda, Gylfaginning, Ynglingesagaen, Saxos Danmarkshistorie og Hjaðningavíg, samtidig med at guderne har fået et menneskeligt præg. Specielt tordenguden Thor og hans familie følges igennem serien. Fra andet bind har Per Vadmand og Peter Madsen været en del af forfatterteamet, mens det fra tiende til tolvte bind er Jesper Ejsing, der står for farvelægning, og det fjortende og femtende er farvelagt af Jonas P. Sonne. 
Det første bind, Ulven er løs, udkom i 1979 i et oplag på 100.000 eksemplarer, som hurtigt blev udsolgt, og der blev derfor trykt flere oplag. Den er oversat til 10 sprog. Serien er blevet kaldt "blandt de bedste danske tegneserier nogensinde".
Den komplette Valhalla-serie består af 15 album. Peter Madsen har ikke planer om at lave flere album efter Vølvens syner, som udkom i 2009 og genfortæller myten om Ragnarok, verdens undergang. Tidligere har der dog været planlagt 18 bind i serien.

## Baggrund
Madsen tegnede det første skitser til figurerne i Valhalla allerede, da han gik i gymnasiet.
Valhalla-serien er stærkt inspireret af ugebladsserien De gamle guder (tekst: Harald Hartvig Lund og tegninger af Henning Dahl-Mikkelsen, bedre kendt som "Mik"), som kørte i ugebladet Landet i 1943, både hvad angår indhold og tegnestil. "De gamle guder" er genudgivet i november 2014 fra forlaget Fabel med forord af Peter Madsen.
Madsen lod sig inspirere af virkeligheden til en lang række af sine tegninger. Klippeformationerne i Hel er inspireret af drypstenshuler på Korsika, mens flere af områderne i Udgård er inspireret af steder i Norge og Sverige. Mange af jætterne er også inspireret af virkelige personer, som Madsen har set rundt omkring.
Figuren Quark blev udviklet af Madsen og Rune T. Kidde og har ingen baggrund i myterne fra nordisk mytologi.
Humor er en vigtig del af serien, og derfor er einherjerne, der er krigere i Valhal, omskrevet til at være en slags hooligans, der bare vil drikke og slås.

## TitlenValhallaog miljøet Valhal

### Brugen af det engelske navn for Valhal, "Valhalla"
På side 11 af Valhalla – Den samlede saga 1 fremgår det, i bagom-materialet, der indleder forklaringen på, hvordan både tegneserien og de nye samlingsbindsudgaver af serien, med titlen Den samlede saga, kom til, at titlen Valhalla fremfor det korrekte danske egenavn for Odins borg "Valhal" skyldtes en misforståelse fra skabernes side. Der står blandt andet, at dengang de navngav serien, "troede vi, at det kunne hedde både Valhal og Valhalla på dansk," og blev hurtigt også enige om på daværende tidspunkt, at formen Valhalla "havde mere 'schwung'", altså at det lød bedre og mere mundret for dem. Det fremgår, at de sidenhen opdagede, at "Valhalla" er den engelske form af det oprindelige norrøne navne for borgen, hvilket er Valhǫll (dog gengivet som Valhöll i denne bagomtekst, hvilket på sin vis også er korrekt, idet det norrøne bogstav ǫ er tilsvarende med det islandske og svenske ö, der på dansk er blevet til ø). I teksten indrømmes det så, at det eneste korrekte navn for borgen på dansk er "Valhal". Det fremgår dog, at serien imidlertid var blevet så kendt under det nuværende navn, at det ikke ville give mening for dem at ændre det, og desuden mente de også, at "den ekstra krølle på navnet" blev et symbol på, at Valhalla-tegneserierne netop ikke er den oprindelige nordiske mytologi, men deres nyfortolkning af den, og at imens "Valhal" stod for de gamle myter, kom det "lille '-la'" til at repræsentere det ekstra, de bidrog med til mytologiens fortælletradition.

### Valhal som titel og miljø
Det fremgår desuden, at det danske navn for Odins borg (og i forlængelse heraf det ældre norrøne navn for den) kommer af 'val' "de faldne" og 'hal' og betyder dermed "de faldnes hal," altså der hvor Odin samler krigere, der er døde på en slagmark i deres midgårdsliv, og at det dermed, for dem, var et passende sted at placere fortællingerne om alle de nordiske guder. Der står også, at når man på dansk for eksempel siger at man "falder på valen" eller "falder på valpladsen", hentyder det til den slagmark, hvor de dræbte krigere ligger på efter slaget, før de bliver hentet til Asgård.

## Udgivelser
1. Ulven er løs (1979)
2. Thors brudefærd (1980)
3. Odins væddemål (1982)
4. Historien om Quark (1987)
5. Rejsen til Udgårdsloke (1989)
6. De gyldne æbler (1990)
7. Ormen i dybet (1991)
8. Frejas smykke (1992)
9. Den store udfordring (1993)
10. Gudernes gaver (1997)
11. Mysteriet om digtermjøden (1998)
12. Gennem ild og vand (2001)
13. Balladen om Balder (2006)
14. Muren (2007)
15. Vølvens syner (2009)

Inden selve udgivelsen blev Balladen om Balder bragt i Jyllandsposten med en side hver søndag fra 27. november 2005 og frem til oktober 2006.

### Valhalla – Den samlede saga
Valhalla – Den samlede saga samler de tidligere udgivne album og en del ekstramateriale i 5 bind med tre historier i hver:
1. Valhalla – Den samlede saga 1 (2010)
  - Ulven er løs
  - Thors brudefærd
  - Odins væddemål
2. Valhalla – Den samlede saga 2 (2010)
  - Historien om Quark
  - Rejsen til Udgårdsloke
  - De gyldne æbler
3. Valhalla – Den samlede saga 3 (2010)
  - Ormen i dybet
  - Frejas smykke
  - Den store udfordring
4. Valhalla – Den samlede saga 4 (2010)
  - Gudernes gaver
  - Mysteriet om digtermjøden
  - Gennem ild og vand
5. Valhalla – Den samlede saga 5 (2010)
  - Balladen om Balder
  - Muren
  - Vølvens syner

Første bind udkom den 21. maj 2010, sidste bind udkom 1. oktober 2010. 

### Oversættelser
Valhalla er blevet oversat til en række sprog. I Skandinavien er den udkommet i alle 15 bind, mens der på andre sprog kun er udgivet enkelte udgaver. I Norge er serien blevet udgivet i en anden rækkefølge end den oprindelig blev på dansk
Valhalla i Norden
| Dansk Valhalla            | Norsk Valhall              | Svensk Valhall         | Islandsk Goðheimar        | Færøsk Valhøll         | Finsk Valhalla          |
| ------------------------- | -------------------------- | ---------------------- | ------------------------- | ---------------------- | ----------------------- |
| Ulven er løs              | Ulven er løs               | Vargen är lös          | Úlfurinn bundinn          | Úlvurin hevur slitið   | Susi tulee              |
| Thors brudefærd           | Tors brudeferd             | Tors hämnd / brudfärd  | Hamarsheimt               | Tórur fer eftir Mjølni | Tor kostaa              |
| Odins væddemål            | Odins veddemål             | Odens vad              | Veðmál Óðins              | Óðin veddar            | Odin lyö vetoa          |
| Historien om Quark        | Historien om Quark (8)     | Historien om Quark     | Sagan um Kark             | Søgan um Kvark         | Kvark, pikku tuholainen |
| Rejsen til Udgårdsloke    | Reisen til Utgardsloke (9) | Resan till Utgårdsloke | Förin til Útgarðarloka    | Ferðin til Útgarðsloka | Matka Udgårdiin         |
| De gyldne æbler           | Iduns gyldne epler (4)     | Guldäpplen åt gudarna  | Gulleplin                 | -                      | -                       |
| Ormen i dybet             | Ormen i dypet (5)          | Tor och Midgårdsormen  | Krækt í orminn            | -                      | -                       |
| Frejas smykke             | Frøyas smykke (6)          | Frejas smycke          | Brísingamenið             | -                      | -                       |
| Den store udfordring      | Utfordringenv (7)          | Tor och tvekampen      | Hólmgangan                | -                      | -                       |
| Gudernes gaver            | Gudenes gaver              | Gudarnas gåvor         | Gjafir guðanna            | -                      | -                       |
| Mysteriet om digtermjøden | Suttungs mjød              | Skaldemjöden           | Ráðgátan um skáldamjöðinn | -                      | -                       |
| Gennem ild og vand        | Gjennom ild og vann        | Elddopet               | Gegnum eld og vatn        | -                      | -                       |
| Balladen om Balder        | Balladen om Balder         | Balladen om Balder     | Feigðardraumar            | -                      | -                       |
| Muren                     | Muren                      | Muren                  | Múrinn                    | -                      | -                       |
| Vølvens syner             | Volvens syner              | Völvans syner          | -                         | -                      |                         |

Valhalla i øvrige lande
| Dansk Valhalla         | Tysk Walhalla       | Hollandsk Walhalla | Fransk Valhalla           | Spansk Valhalla         | Indonesisk Valhalla              |
| ---------------------- | ------------------- | ------------------ | ------------------------- | ----------------------- | -------------------------------- |
| Ulven er løs           | Der Wolf ist los    | Jacht op de wolf   | -                         | -                       | Serigala Lepas                   |
| Thors brudefærd        | Thors Brautfahrt    | Thor's bruiloft    | -                         | -                       | Perkawinan Thor                  |
| Odenis væddemål        | Odins Wette         | Het uur van Odin   | La rage d'Odin (1)        | -                       | Taruhan Odin                     |
| Historien om Quark     | Quark trumpft auf   | -                  | Quark le rebelle (2)      | -                       | Riwayat Quark                    |
| Rejsen til Udgårdsloke | Im Reich der Riesen | -                  | Au royaume des géants (3) | -                       | Perjalanan Ke Dunia Para Raksasa |
| De gyldne æbler        | Die goldenen Äpfel  | -                  | -                         | -                       | -                                |
| Ormen i dybet          | -                   | -                  | -                         | La serpiente del abismo | -                                |

Desuden findes alle femten album på nettet som piratudgaver oversat til engelsk, og de første fire er ligeledes oversat til russisk i piratudgaver.

### Valhallas venner
Den 17. november 2008 blev der udgivet et "hemmeligt" Valhalla-album, kaldet "Valhallas venner — Hyldest til Peter Madsen og Henning Kure." Det er iværksat og planlagt af Thierry Capezzone, med forord af Jakob Stegelmann, og er tegnet af en række danske tegneserieskabere:
| - Sussi Bech - Peter Becher - Thomas Berger - Lars Dahl - Mette Ehlers - Allan Haverholm - Lars Horneman - Rasmus Julius | - Jan Kjaer - Ina Korneliussen - Ingo Milton - Frank Madsen - Frank René Madsen - Trine Madsen - Sam Ménétrier - Simon Petersen | - Henrik Rehr - Frederik Risom - Jan Rybka - Per Sanderhage - Thomas Schrøder - Erik Svane - Rune T. Kidde - Anders Walter |

## Personel
|              | Bind               | Bind               | Bind               | Bind                   | Bind               | Bind               | Bind               | Bind                 | Bind               | Bind                      | Bind               | Bind               | Bind            | Bind          | Bind         |
| Ulven er løs | Thors brudefærd    | Odins væddemål     | Historien om Quark | Rejsen til Udgårdsloke | De gyldne æbler    | Ormen i dybet      | Frejas smykke      | Den store udfordring | Gudernes gaver     | Mysteriet om digtermjøden | Gennem ild og vand | Balladen om Balder | Muren           | Vølvens syner |              |
| ------------ | ------------------ | ------------------ | ------------------ | ---------------------- | ------------------ | ------------------ | ------------------ | -------------------- | ------------------ | ------------------------- | ------------------ | ------------------ | --------------- | ------------- | ------------ |
| Tegner       | Peter Madsen       | Peter Madsen       | Peter Madsen       | Peter Madsen           | Peter Madsen       | Peter Madsen       | Peter Madsen       | Peter Madsen         | Peter Madsen       | Peter Madsen              | Peter Madsen       | Peter Madsen       | Peter Madsen    | Peter Madsen  | Peter Madsen |
| Producer     | Henning Kure       | Henning Kure       | Henning Kure       | Henning Kure           | Henning Kure       | Henning Kure       | Henning Kure       | Henning Kure         | Henning Kure       | Henning Kure              | Henning Kure       | Henning Kure       | Henning Kure    | Henning Kure  | Henning Kure |
| Forfatter    | Hans Rancke-Madsen | Hans Rancke-Madsen | Hans Rancke-Madsen | Hans Rancke-Madsen     | Hans Rancke-Madsen | Hans Rancke-Madsen | Hans Rancke-Madsen | Hans Rancke-Madsen   | Hans Rancke-Madsen | Hans Rancke-Madsen        |                    |                    |                 |               |              |
| Forfatter    | Henning Kure       |                    |                    |                        |                    |                    |                    |                      |                    |                           |                    |                    |                 |               |              |
| Forfatter    | Peter Madsen       |                    |                    |                        |                    |                    |                    |                      |                    |                           |                    |                    |                 |               |              |
| Forfatter    | Per Vadmand        |                    |                    |                        |                    |                    |                    |                      |                    |                           |                    |                    |                 |               |              |
| Farvelægning | Søren Håkansson    | Søren Håkansson    | Søren Håkansson    | Søren Håkansson        | Søren Håkansson    | Søren Håkansson    | Søren Håkansson    | Søren Håkansson      |                    |                           |                    |                    | Søren Håkansson |               |              |
| Farvelægning |                    |                    |                    |                        |                    |                    |                    |                      | Peter Madsen       |                           |                    |                    | Peter Madsen    |               |              |
| Farvelægning |                    |                    |                    |                        |                    |                    |                    |                      | Jesper Ejsing      |                           |                    |                    |                 |               |              |
| Farvelægning |                    |                    |                    |                        |                    |                    |                    |                      |                    |                           |                    |                    | Jonas Sonne     |               |              |

1. ↑  Madsen har desuden farvelagt alle forsider og ekstramateriale.

## Hæder
Undervisningsudgaven Ulven er løs af modtog Danmarks Skolebibliotekarers børnebogspris i 1981.
Ormen i dybet fra modtog prisen som Årets bedste album på Tegneseriemekka 1992 i Ballerup. Samme år modtager Frejas smykke Norsk Tegneserieforums pris, Sproing-prisen, for bedste udenlandske album i 1992.
I 1995 modtog hele serien den svenske tegneseriepris Urhunden, som bliver uddelt af Seriefrämjandets i kategorien Bedste tegneserie for børn, kaldet Unghunden.
Mysteriet om digtermjøden  modtog SAS-prisen for Bedste Nordiske Tegneserie på Raptus-festivalen i Bergen 1999.
I 2002 udgav Post Danmark en serie med fire forskellige frimærker med motiver fra danske tegneserier og tegnefilm. De fire var Rasmus Klump,  Jungledyret Hugo, Cirkeline og Valhalla, som Madsen tegnede til frimærket.
I 2008 modtog bind 14, Muren, Orla-prisen for Bedste tegneserie.
I anledning af 40-års jubilæet for udgivelsen af det første album, blev Valhalla i Nye hænder udgivet d. 4. oktober 2019 fra Carlsen. Udgivelsen bestod af satiriske udlægninger, alternative versioner og personlige erindringer i tegneserieform. Bidragyderne talte, udover  Henning Kure og Peter Madsen, Jussi Adler-Olsen, Flemming Andersen, Peter Becher Damkjær, Martin Bigum, Benni Bødker, Ole Comoll, Morten Dürr, Bjørk Mathias Friis, Bo Green Jensen, Bjarne Hansen, Morten Hesseldahl, Lars Horneman, Christian Højgaard, Line Høj Høstrup, Lars Jakobsen, Clara Lucie Jetsmark, Peter Kielland-Brandt, Dan R. Knudsen, Ingo Milton, John Kenn Mortensen, Søren Mosdal, Karsten Mungo Madsen, Ole Pihl, Henrik Rehr, Terkel Risbjerg, Niels Roland, Rune Ryberg, Claus Rye Schierbeck, Per Sanderhage, Palle Schmidt, Mårdøn Smet, Jan Solheim, Erling Stenby, Eva Stenby Carlsen, Patrick Steptoe, Stine Stregen, Karoline Stjernfelt, Thomas Thorhauge, Per Vadmand og Lisbeth Valgreen, og derudover en række udenlandske tegnere; Thierry Capezzone (Frankrig), Konrad Nuka Godtfredsen (Grønland), Daan Jippes (Holland), Bjarni Hinriksson (Island), Haakon W. Isachsen, John S. Jamtli, Tormod Løkling, Arild Midthun, Bjørn Ousland, Tore Strand Olsen (Norge), Natalia Batista, Johan Egerkrans, Sara B. Elfgren, Måns Gahrton, Karl Johnsson, Jan Lööf, Johan Unenge og Anders Westerberg (Sverige).
Fra oktober 2019 til april 2020 havde Storm P. Museet på Frederiksberg en udstilling kaldet Valhalla - Historien bag Succesen om tegneserien, der inkluderede bl.a. skitser og originaltegninger.

## Spin-off
I 1986 kom tegnefilmen Valhalla. I 1987 modtog den Publikumsprisen for bedste børne- og ungdomsfilm på Filmfestivalen i Cannes. I 2003 udkom filmen på DVD efter en større underskriftindsamling for at få den udgivet.
I 2019 udkom spillefilmen Valhalla, der delvis var baseret på tegneserien, men primært på tegnefilmen fra 1986.
En af bifigurerne fra serien, Quark, som blev introduceret i album nr. 2, fik sin egen albumserie. Der blev udgivet i alt 12 album i denne serie, hvoraf de 11 er tegnet af Torben Osted.